# Igort
Igort, pseudonimo di Igor Tuveri (Cagliari, 26 settembre 1958), è un fumettista e sceneggiatore italiano.

## Biografia
Inizia la sua carriera a Bologna sul finire degli anni settanta, collaborando a numerose riviste italiane, tra cui Linus, Alter Alter, Frigidaire, e straniere (Métal Hurlant, L'écho des Savanes, Vanity, The Face).
Negli anni Ottanta la pubblicazione regolare su Alter Alter e Frigidaire gli dà un poco di notorietà. Nel 1983, non ancora venticinquenne, fonda insieme ad altri il gruppo Valvoline, un collettivo di avanguardia artistica che produce un supplemento mensile pubblicato in edicola all'interno della rivista Alter Alter edita da Rizzoli. L'attività di Valvoline, di cui Igort cura grafica e progetto, si estende ad altri campi, come il design, la pittura, la moda e la musica stessa.
Nel 1980 il suo primo album solista, sotto lo pseudonimo di "Radetzky e gli isotopi" è edito dall'Italian Records.
Nel 1985 nel corso di una grande mostra collettiva a Ginevra, che prende il nome di Valvoline Blitzkrieg, viene presentato lo spettacolo teatral-musicale Melodico Moscovita, che segna l'esordio sulla scena europea del gruppo Slava Trudu!! prodotto dalla Phonogram Germany, di cui Igort è cantante solista e compositore.
L'attività artistica prosegue su più livelli e nella seconda metà degli anni Ottanta, Igort si stabilisce a Parigi, pur mantenendo base anche a Bologna, e comincia a collaborare con Les Humanoïdes Associés. Terminata l'esperienza di Alter Alter (che di lì a poco chiuderà i battenti) fonda insieme ad altri la rivista mensile Dolce Vita, di cui è direttore artistico. Dolce Vita segna il prosieguo della collaborazione con Oreste Del Buono, già direttore di Linus e Alter.
In questo periodo viaggia spesso e l'attività musicale si infittisce con la pubblicazione di un mini album (Melodico Moscovita) e alcuni singoli per la Phonogram, la Mercury Records e la Kom Fut Manifesto.
Nel 1990, abbandonata la rivista Dolce Vita e fonda insieme ad altri la rivista Fuego, che esce tra i mesi di febbraio e luglio per sei numeri, di cui l'ultimo con doppia numerazione, ed è distribuita in edicola con una tiratura di 26 000 copie. Allegato al primo numero pubblica un 45 giri, composto insieme ad altri sotto lo pseudonimo di Los Tres Caballeros. La voce solista è sempre la sua. È in quel periodo che prende i primi contatti con la casa editrice nipponica Kōdansha, per la quale scrive e disegna dal 1991, collaborazione che durerà oltre tre lustri. Altre case editrici giapponesi, oltre a Kōdansha, prendono a pubblicare il lavoro di Igort, Brutus magazine House e Hon Hon do, fondata e diretta dal musicista giapponese Ryūichi Sakamoto.
Nel 1992 disegna un orologio Swatch, che sarà il modello dell'anno, lo Yuri. Questo orologio diventerà presto un campione di vendite mondiale, con oltre trecentomila pezzi venduti sui mercati europei, asiatici e nordamericani. Anni dopo, il personaggio, un bambino astronauta, diventerà protagonista di una serie a fumetti pubblicata nel Sol Levante.
Nel 1994, invitato da Pedro Almodóvar e Christian Leigh espone le sue opere alla Biennale di Venezia. La mostra, intitolata "I will love you more than my own death" comprende opere dei più grandi artisti americani e designer e fotografi internazionali.
Nel 2000, in seguito a un incontro intellettualmente fertile e a una complicità fuori dal comune, fonda con Carlo Barbieri la casa editrice Coconino Press.
Nel 2002 vede la luce 5 è il numero perfetto, noir napoletano, cominciato a disegnare a Tokyo e ultimato dopo circa 10 anni di elaborazione e riscrittura. Il libro, targato Coconino Press, esce simultaneamente in 6 paesi e vince l'anno successivo il premio come libro dell'anno alla Fiera del libro di Francoforte. Diventerà nel corso degli anni il libro di Igort più popolare. Farà seguito Fats Waller, biografia immaginifica di uno dei musicisti Jazz più popolari degli anni Trenta, in collaborazione con l'autore e sceneggiatore argentino Carlos Sampayo. Grazie anche a queste pubblicazioni, il lavoro di Igort comincia a diffondersi ulteriormente all'estero.

Trasferitosi definitivamente a Parigi comincia la serie Baobab, che racconta le vicende parallele di un bimbo giapponese (Hiroshi Oolong) e di un giovane autore di fumetti sud americano (Celestino Villarosa). Baobab esce simultaneamente in Italia, Francia, Spagna, Paesi Bassi, Germania e Stati Uniti, in seguito in Giappone sulla testata Mandala, pubblicata da Kodansha.

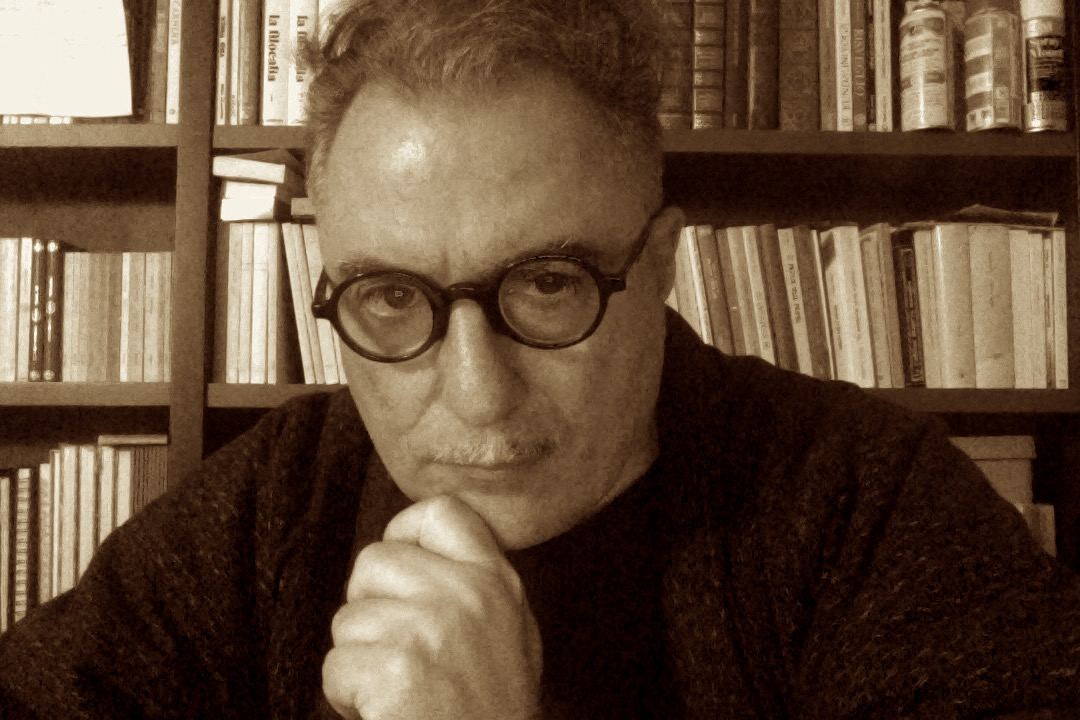
Igort nel suo studio. 2018

Nel 2010, dopo una lunga residenza tra Ucraina, Russia e Siberia, Igort scrive e disegna Quaderni ucraini, pubblicato nella collana Strade Blu di Mondadori. Poi, nel 2011 dà alle stampe Quaderni russi, un reportage disegnato sulla tracce della giornalista russa Anna Stepanovna Politkovskaja. Segue il volume "pagine Nomadi" che coincide con la grande mostra dedicata ai reportage disegnati ospitata dalla Triennale di Milano, curata da Vincenzo Trione. Nel 2013 è protagonista del documentario Igort, il paesaggio segreto, del regista Domenico Distilo e trasmesso da Rai 3 (Magazzini Einstein), nel quale viene illustrata la ricerca svolta per la trilogia di volumi sull'ex-Unione Sovietica, la nascita della graphic novel e il proprio rapporto con il racconto per immagini.
La sua attività di scrittore per il cinema si arricchisce: dopo la sceneggiatura originale per il documentario Andy, The Shadow, sulla vita di Andy Warhol, prodotto per la mostra Warhol a Venezia a Palazzo Grassi, collabora con diversi registi, tra cui Enza Negroni, Enrico Pau, Egidio Eronico, Pappi Corsicato e Johnnie To. Nel 2014 riprende la prima stesura di un progetto elaborato da Leonardo Guerra Seràgnoli e Banana Yoshimoto e scrive la sceneggiatura definitiva di Last Summer, esordio alla regia dello stesso Guerra Seràgnoli.
Nell'ultima metà del 2014, Igort annuncia sulla sua pagina personale Facebook la pubblicazione della sua prossima opera, i Quaderni giapponesi, una serie a fumetti di memorie, libro di viaggio e reportage disegnato che racconta gli anni dell'autore trascorsi in terra nipponica. Nel dicembre dello stesso anno viene pubblicato Nostalgia (Edizioni Oblomov), un albo in cui viene mostrata un'anteprima del lavoro di prossima pubblicazione. Uscirà in occasione del Lucca Comics 2015 nella versione classica e deluxe. Un anno dopo, a novembre del 2016, esce il romanzo My Generation, in cui si racconta la stagione del punk e della New Wave. Edito da Chiarelettere, il volume include alcune tavole a fumetti e dei collage eseguiti dallo stesso Igort, pur essendo essenzialmente un romanzo.
Nello stesso mese esce per Einaudi Gli assalti alle Panetterie, un volume scritto da Haruki Murakami e illustrato con gli acquerelli di Igort.
Il 21 febbraio 2017 Igort annuncia pubblicamente di abbandonare Coconino Press perché non più in grado di svolgere il proprio lavoro serenamente. Pochi mesi dopo, nel corso del Salone del Libro di Torino, la Oblomov Edizioni annuncia la pubblicazione di un catalogo internazionale di opere di grande prestigio a seguito dell'ingresso nella società La nave di Teseo. Dalle sue parole "Oblomov è il passo successivo all’esperienza precedente: una rivoluzione nei formati e nelle collane, uno sguardo a 360° per ampliare le possibilità di comunicazione che il linguaggio del fumetto offre."
Nel febbraio 2018 Igort viene nominato direttore editoriale di Linus. Nel luglio dello stesso anno è presentato al Biografilm Festival di Bologna il nuovo documentario sul lavoro in Giappone di Igort (Quaderni giapponesi - Il vagabondo del manga), sempre per la regia di Domenico Distilo, dal titolo Manga Do, Igort e la via del manga, che vince il premio del pubblico.
L'estate dello stesso anno cominciano le riprese di 5 è il numero perfetto, film interpretato da Toni Servillo, Valeria Golino e Carlo Buccirosso, con regia e sceneggiatura di Igort, adattamento del suo stesso best seller. Il film viene presentato in anteprima nella sezione collaterale Giornate degli Autori della 76ª Mostra del cinema di Venezia e in seguito in numerosi altri festival internazionali (Annecy, Sitges, Busan, Pingyao, Los Angeles, New York, Ghent, Budapest).
I lavori di Igort sono stati esposti in numerose mostre a Milano, Lucca, Parigi, Ginevra, New York, Tokyo, Shanghai, e tante altre.
Nel 2019 i Quaderni giapponesi approdano al British Museum nell'occasione della mostra sui manga curata da Paul Gravett.
Igort è stato membro di giuria del Festival di Angoulême nel 2010, del Far East Film Festival di Udine nel 2022 e del Festival del libro per ragazzi di Bologna nella sezione fumetto nel 2023.
Nel 2022 il Padiglione d'arte contemporanea di Milano ha ospitato la mostra Il Muschio e la Carne. Anatomia dei sensi nel Giappone di Igort, curata da Gabriele De Risi e Barbara Waschimps.
Il 15 dicembre 2023 è stato annunciato che Igort è stato nominato magister dell'edizione 2024 del Napoli Comicon.

## Opere principali
- Goodbye Baobab, con Daniele Brolli, Rizzoli 1984
- That's all Folks, Granata Press, 1993
- Il letargo dei sentimenti, Granata Press, 1993[10]
- Cartoon Aristocracy, Carbone, 1994
- Perfetti e invisibili, Skira, 1996
- Yuri, Kodansha, 1996
- Brillo: i segreti del bosco antico, De Agostini, 1997 (CD-ROM)
- Sinatra, Coconino Press, 2000
- City lights, Coconino Press, 2001
- Maccaroni Circus, Cut up, 2001
- 5 è il numero perfetto, Coconino Press, 2002[11]
- Il letargo dei Sentimenti, Coconino Press, 2002
- 5 Variations, John Belushi, 2002
- Brillo Croniche di Fafifurnia, Coconino Press, 2003
- Yuri, Asa Nisi masa, Coconino Press, 2003
- Fats Waller, con Carlos Sampayo, Coconino Press, 2004[12]
- Baobab 1, Coconino press, 2005
- Baobab 2, Coconino press, 2006
- Storyteller, Coconino Press, 2007
- Dimmi che non vuoi morire, con Massimo Carlotto, Mondadori 2007[13]
- Casinò, Nocturne, 2007 (CD)
- Baobab 3, Coconino press, 2008
- Quaderni ucraini, Mondadori, 2010;[14][15][16] nuova edizione, Coconino Press, 2014
- Parola di Chandler, con Raymond Chandler, traduzione di Sandro Veronesi, Coconino Press, 2011
- Quaderni russi, Mondadori, 2011; nuova edizione, Coconino Press, 2014
- Pagine Nomadi, storie non ufficiali dell'Unione Sovietica, Coconino Press, 2012[17]
- Sinfonia a Bombay, Coconino Press, 2013
- Nostalgia, Edizioni Oblomov, 2014
- Quaderni giapponesi vol. 1 - Un viaggio nell'impero dei segni, Coconino Press, 2015; Oblomov, 2020
- My Generation, Chiarelettere 2016
- Gli assalti alle panetterie, Einaudi, 2016
- Ishiki no kashi, Oblomov, 2017
- Quaderni giapponesi vol. 2 - Il vagabondo del manga, Oblomov, 2017
- Kokoro - Il suono nascosto delle cose, Oblomov, 2019[18]
- 5 è il numero perfetto. Dietro le quinte, Oblomov, 2019
- Dimmi che non vuoi morire, con Massimo Carlotto; nuova edizione, Oblomov 2019
- Consigli (non richiesti) per giovani samurai del racconto, Oblomov, 2019[19]
- Tokyo tutto l'anno, Einaudi, 2020
- Quaderni giapponesi vol. 3 - Moga mobo mostri, Oblomov, 2020
- 5 è il Numero Perfetto - Edizione integrale, Oblomov, 2020
- Inchiostro su carta, Oblomov, 2021
- Quaderni ucraini vol. 2 - Diario di un'invasione, Oblomov, 2022[20]
- Numbers vol. 1 - La vipera di Hong Kong, Oblomov, 2024

## Filmografia

### Sceneggiatore
- Andy, The Shadow - documentario (1998)
- Last Summer, regia di Leonardo Guerra Seràgnoli (2014)
- L'accabadora, regia di Enrico Pau (2015)
- 5 è il numero perfetto, regia di Igort (2019)

### Regista
- 5 è il numero perfetto (2019)[21]

## Discografia
- 1982. Radetzky e gli isotopi. Funerale a Bombay Italian Records
- 1985. Slava Trudu!! Melodico Moscovita, Phonogram
- 1987. Slava Trudu!! Nutbush City Limits. Kom Fut Manifesto
- 1990. Los Tres Caballeros. Fuego- Nueva Tijuana Blanco Y Negro  1994. Maccaroni Circus. Operina da Balera. Kom Fut Manifesto.
- 1994. Slava Trudu Orchestra. Mangarama. Kom Fut Manifesto
- 1996. Slava Trudu Orchestra. La casa del dormiente. Kom Fut Manifesto
- 2006. Igort & Lo Ciceros. Casinò. Nocturne
- 2024. Igort. New York Decadence. Xanadu Music
- 2024. Kandi. Xanadu Music
- 2024. Sylvia. Xanadu Music

## Premi e riconoscimenti
- 2023 Winner of Premio Bruce Chatwin per l'insieme della sua opera.
- 2022 Winner of Premio speciale della Giuria Romix, for Quaderni Ucraini e Russi.
- 2020 Winner of Premio Asinara for the direction and Screenplay of 5 è il numero perfetto
- 2020 Winner of Premio Navicella (eccellenza sarda nel mondo)
- Ciak d'oro 2020 - Candidatura a migliore opera prima per 5 è il numero perfetto[22]
- David di Donatello 2020 - Candidatura come miglior esordio alla regia.
- 2020 Winner of Lenzi Award (by Centro sperimentale cinema) in Rome, for the direction of 5 è il numero perfetto.
- 2019 Winner of Capri Hollywood Award, in Capri, for the direction of 5 è il numero perfetto.
- 2019 Winner of La Chioma di Berenice Award in Rome for the direction of 5 è il numero perfetto.
- 2019 Winner of Città di Firenze Award by New Italian Cinema Events for the direction and Screenplay of 5 è il numero perfetto
- 2019 Winner of Fice Award (Federazione Italiana Cinema D'Essai) for the direction and Scrrenplay of 5 è il numero perfetto
- 2018 Winner of Book of the year award in Etna Comics 2018 for "Quaderni Giapponesi - Il vagabondo del manga".
- 2017 Romics d'Oro alla carriera durante la XXI Edizione.
- 2016 Winner of the "Premio Napoli" in Naples for the diffusion of italian culture in the world.
- 2016 Winner of the "best artist" award in Naples comic Festival. Comicon 2016 for "Quaderni Giapponesi".
- 2016 Winner of the "Author of the year" award in Lucca Comics Festival. 2016 for "Quaderni Giapponesi".
- 2013 Winner of "Mostra Internazionale dei Cartoonists" award in Rapallo, 2013, as best realistic artist.
- 2013 Winner of the "best script " award for the "Cahiers russes" in Pibrac. Prix lycéen de la BD.
- 2012 Premio Miglior libro dell'anno a Napoli Comicon per. Quaderni russi
- 2012 Winner of the "book of the year" award. Prix Region Centre. In Blois comic Festival.Comicon 2012 for "Les Caihers Russes"
- 2011 Premio Boscarato per la migliore serie "Baobab" al Treviso Comics Festival.
- 2011 Premio Boscarato, libro dell'anno per Quaderni Ucraini al Treviso Comics Festival.
- 2011 Winner of the "prize in memory of Holodomor" in Paris, November 2011 for "Les cahiers Ukrainiens"
- 2011 Premio speciale a Napoli Comicon per Quaderni Ucraini
- 2007 Premio “Italia Criminale” a Treviso Comics, Fumetti in TV per Dimmi che non vuoi morire
- 2006 Premio Miglior libro dell'anno a Napoli Comicon per Fats Waller
- 2005 Winner of " international event of the year award " in Festival di Treviso (fumetti in TV) per Fats Waller
- 2004 Premio Lo straniero al Negroamaro festival (Lecce)
- 2004 Premio "libro jazz dell'anno" per Fats Waller al jazz festival "Swing a Xirocourt"
- 2003 Premio Miglior libro dell'anno al Frankfurt Bookfair per 5 is the perfect number[23]
- 2003 Premio Coccobill come miglior autore al festival del fumetto di Milano "Cartoomics"
- 2003 Premio speciale A.N.A.F.I. (Associazione Nazionale Amici Fumetto Italiano)
- 2003 Gran Premio Romics per 5 è il numero perfetto al Romics comic festival (Roma)
- 2002 Premio "Pulcinella" a Napoli Comicon